# Civrieux-d'Azergues
Civrieux-d'Azergues é uma comuna francesa na região administrativa de Auvérnia-Ródano-Alpes, no departamento de Ródano. Estende-se por uma área de 5,02 km². Em 2010 a comuna tinha 1 560 habitantes (densidade: 310,8 hab./km²).